# Gabino Tejado y Rodríguez
Gabino Tejado y Rodríguez (Badajoz, 1819 - Madrid, 1891) fou un periodista i escriptor espanyol.
Redactor del periòdic liberal El Extremeño de Badajoz. Després es va fer tradicionalista i neocatòlic. Deixeble de Juan Donoso Cortés, va ordenar i prologar les seves Obras (1854-1856). Amic de Francisco Navarro Villoslada, col·laborà als seus periòdics El Padre Cobos i El Pensamiento Español. Acadèmic en 1880, va llegir com a discurs d'ingrés "La España que se va".
Entre les seves obres destaquen el drama La herencia de un trono (1848); les novel·les El caballero de la reina (1847), Víctimas y verdugos (1859) i La mujer fuerte, que va tenir diverses edicions, i l'assaig El catolicismo liberal (1875). Traduí Los novios, d'Alessandro Manzoni, i fou crític teatral d' El Laberinto, deixant judicis sobre Manuel Bretón de los Herreros, Juan Eugenio Hartzenbusch i José Zorrilla. Figura a Los españoles pintados por sí mismos amb "El retirado", de to nostàlgic i tradicionalista, on es descriu al militar víctima dels vaivens polítics.